# Stupnica (wieś)
Stupnica – wieś na Ukrainie w rejonie drohobyckim należącym do obwodu lwowskiego. 
W II Rzeczypospolitej wieś w powiecie samborskim w woj. lwowskim.
W 1944 nacjonaliści ukraińscy z OUN-UPA zamordowali tutaj 25 Polaków.